# Ett hål om dagen (roman)
Ett hål om dagen (originaltitel: Holes) är en ungdomsroman från 1998 av Louis Sachar.
Romanen blev 2003 filmatiserad av produktionsbolaget Walt Disney Pictures, med Shia LaBeouf i huvudrollen.